# Чёрно-алая гавайская цветочница
Чёрно-алая гавайская цветочница, или цветочница ииви, или и’иви (лат. Drepanis coccinea) — гавайский вид воробьинообразных птиц из подсемейства гавайских цветочниц (Drepanidinae) из семейства вьюрковых (Fringillidae), выделяемый в род цветочниц-мамо (Drepanis). Ранее выделялась в монотипический род ивий (Vestiaria).

## Распространение
Встречается в горных лесах на островах Кауаи, Оаху, Молокаи, Мауи и Гавайи, на высотах от 300 до 2900 метров над уровнем моря, но преобладающее количество встречается на высотах 1300 до 1900 метров. 

## Описание
Длина тела — 15 см.
Отличается очень длинным изогнутым розовым клювом.

## Охрана
Этот вид включён в международный список МСОП в категорию VU (уязвимые).
Популяция ииви в 1990-х годах составляла 350 000 особей. Сейчас численность этих птиц снижается, основным фактором снижения численности является птичья малярия.

## Фото

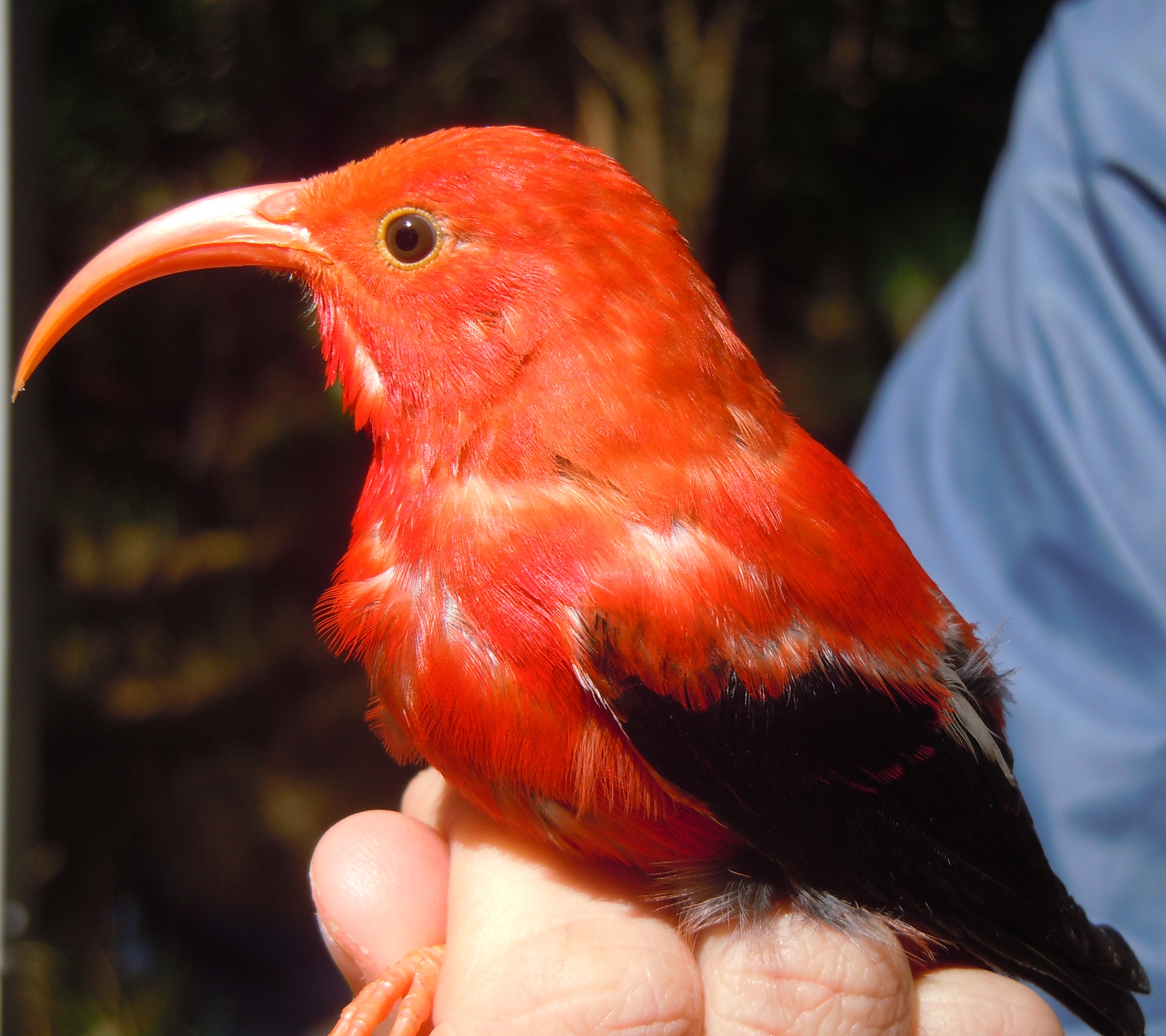
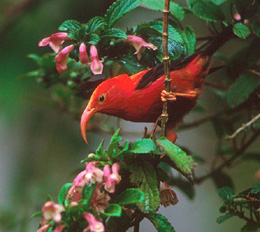
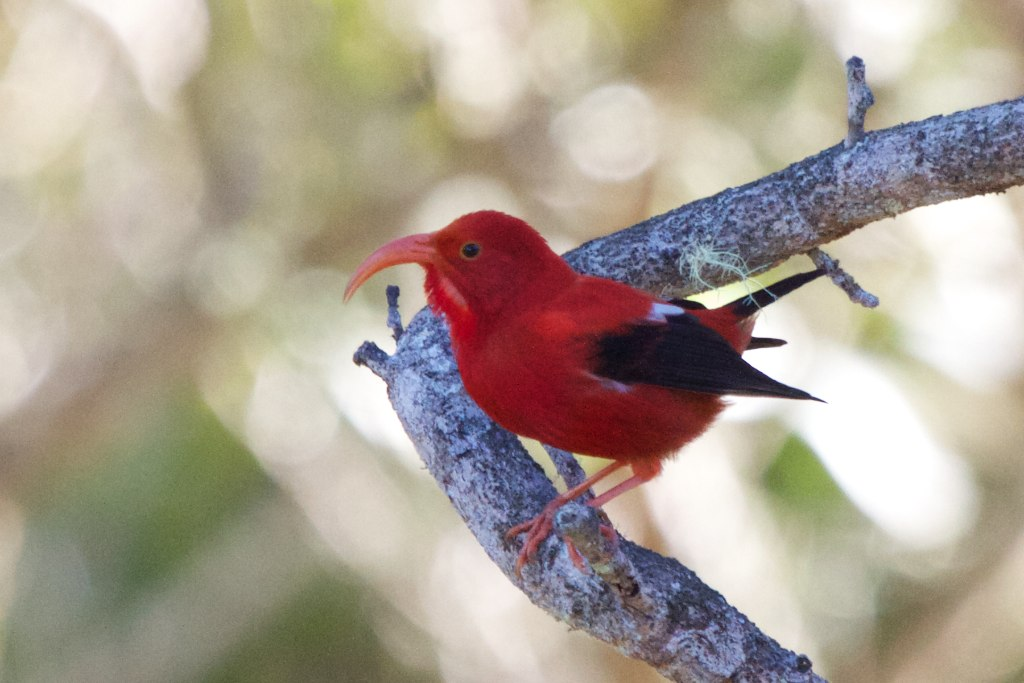
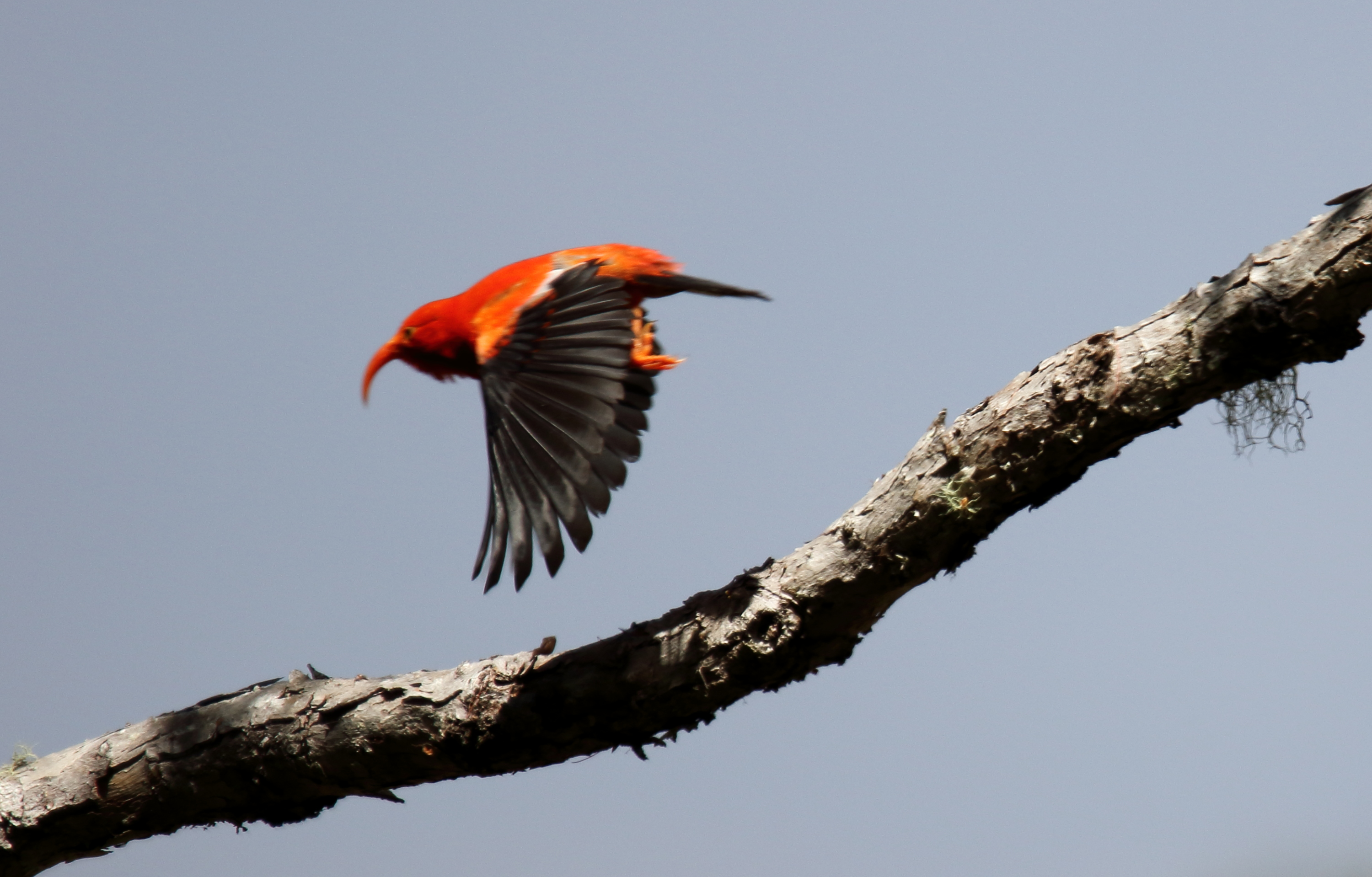
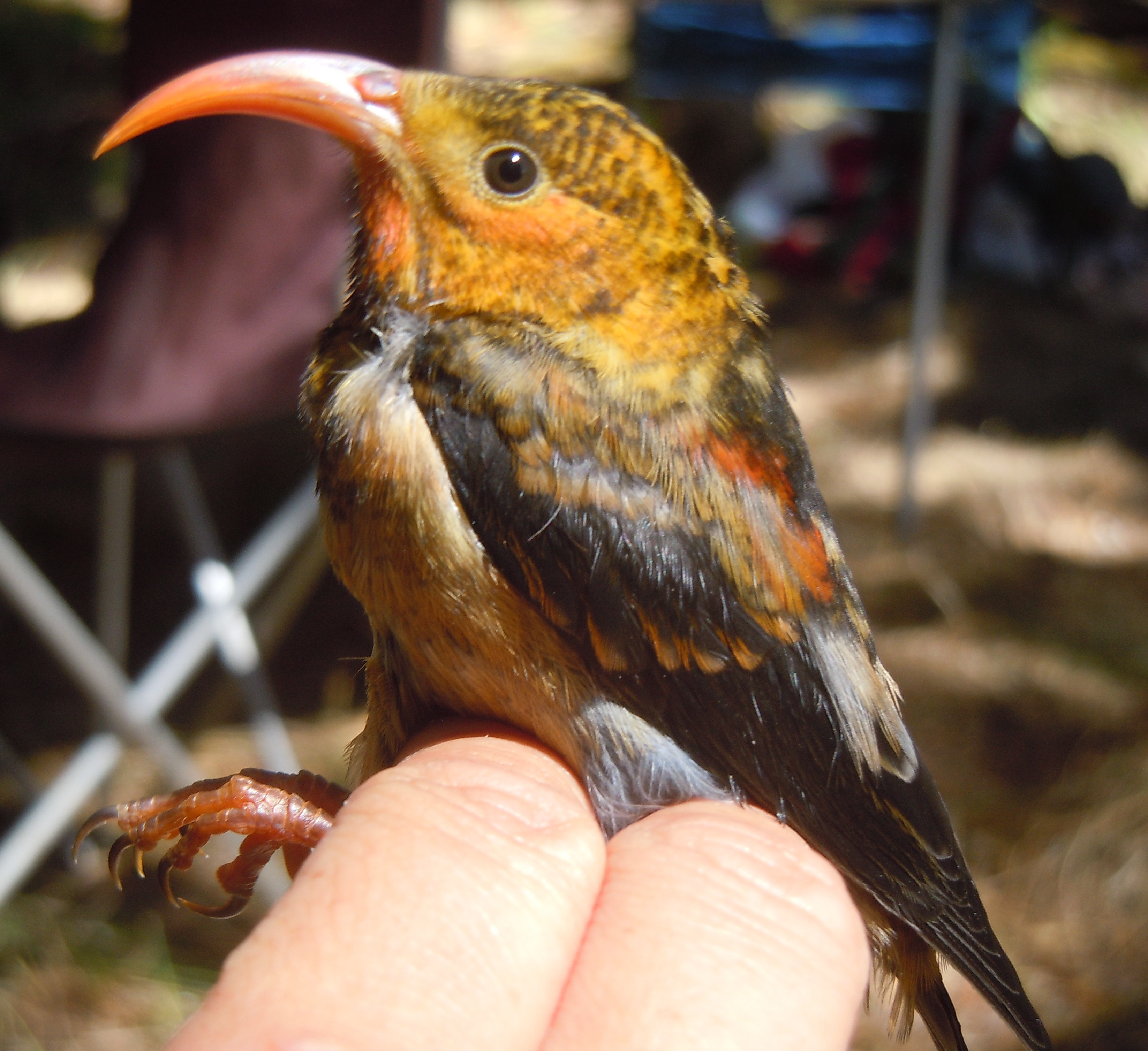
Молодая птица

## Комментарии
1. ↑  Иногда встречаются написания названия айви (Паевский, 2015) или иви (Бёме, Флинт, 1994), от гавайского англ. ʻIʻiwi, названа так за свою характерную песню, вучит: «иии-вии».